# Jimmy Rushing

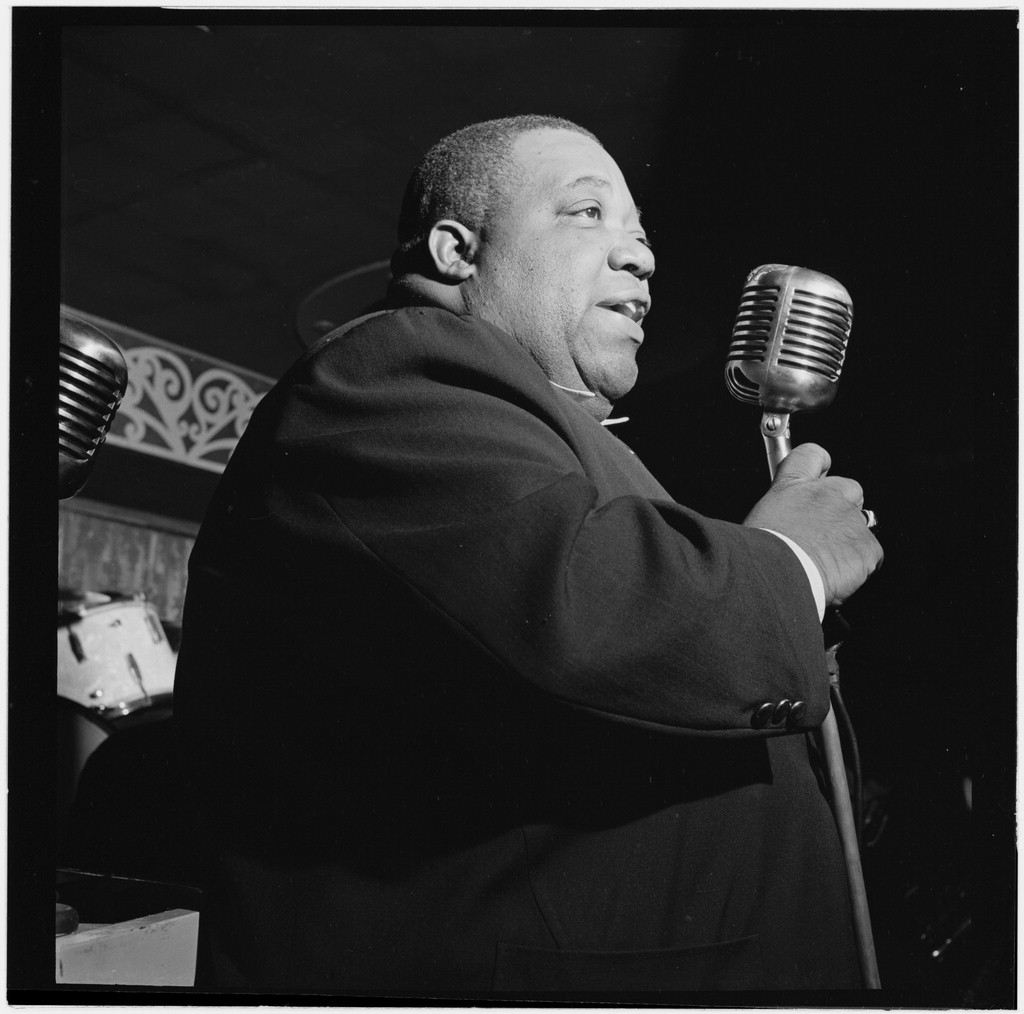
Jimmy Rushing in 1946 (foto: William Gottlieb)

James Andrew (Jimmy) Rushing (Oklahoma City, 26 augustus 1901(?) – New York, 8 juni 1972) was een Amerikaanse blues- en swingjazz-zanger uit de bigband-periode. Hij werd vooral bekend als de vaste vocalist bij het orkest van Count Basie. Zijn bijnaam was "Mister Five By Five", een allusie op zijn korte, gedrongen gestalte.
Er bestaat onduidelijkheid over zijn geboortejaar. De meeste biografieën vermelden hiervoor 1903, maar op zijn aanvraagformulier voor een Social Security-nummer staat 1901. Elders is ook 1902 genoemd.
Zijn beide ouders waren muzikanten, en op school studeerde hij muziektheorie en zong onder meer in het lokale kerkkoor. Maar het was een oom van hem, Wesley Manning, die piano speelde en zong in lokale bordelen, die hem aanspoorde om piano en blues te gaan spelen. Rushing ging van school af en trok naar de westkust, waar hij in Los Angeles eerst piano speelde in een nachtclub en later ook ging zingen. In het midden van de jaren 1920 speelde hij een tijd met Jelly Roll Morton, en in 1925 toerde hij een poos samen met Walter Page in de Billy King Roadshow Revue.
Daarna keerde hij terug naar Oklahoma City en werkte er als zanger bij Walter Page's Blue Devils. Met deze band maakte hij zijn eerste opname in Kansas City in 1929: Blue Devil Blues. Samen met Page en Count Basie sloot Rushing zich nadien aan bij het orkest van Bennie Moten. Na de dood van Moten in 1935 nam Basie de leiding van het orkest over. Jimmy Rushing bleef bij het Count Basie Orchestra tot in 1948. Bekende opnamen van hem uit die periode zijn onder meer Sent For You Yesterday and Here You Come Today, I'm Gonna Move to the Outskirts of Town, Harvard Blues, Good Morning, Blues en Goin' to Chicago Blues.
Na de Basie-periode stopte hij even met optreden, maar van 1950 tot 1952 vormde hij een eigen groep en daarna bouwde hij verder een succesvolle carrière uit, als soloartiest en als gastzanger bij andere orkesten, waaronder die van Duke Ellington, Benny Goodman, Eddie Condon en Buck Clayton. Hij bleef optreden en opnemen tot 1971, toen hij gezondheidsproblemen kreeg. Hij was getrouwd met Connie, en had twee zonen, Robert en William.

## Discografie
- The Jazz Odyssey of James Rushing Esq.
- Rushing Lullabies
- The Essential Jimmy Rushing
- Jimmy Rushing and the Smith Girls
- Sent For You Yesterday
- Five Feet of Soul
- Brubeck & Rushing (with the Dave Brubeck Quartet)
- The Bluesway Sessions
- The You And Me That Used To Be (1970)

- Bibsys: 1005172
- Biblioteca Nacional de España: XX889827
- Bibliothèque nationale de France: cb13899281c (data)
- CiNii: DA09413167
- Gemeinsame Normdatei: 134504623
- International Standard Name Identifier: 0000 0001 1557 2288
- Library of Congress Control Number: n82020011
- Nationale Bibliotheek van Letland: 000306329
- MusicBrainz: 88c5de60-fa1a-4179-8100-ecd74c4edb73
- Nationale Bibliotheek van Tsjechië: ola2002157316
- Nationale Bibliotheek van Israël: 987007325127405171
- Nederlandse Thesaurus van Auteursnamen: 100597432
- Istituto Centrale per il Catalogo Unico: LO1V378427
- SNAC: w6dw4kbj
- Système universitaire de documentation: 080785905
- Virtual International Authority File: 84969579
- WorldCat: E39PBJfRF9Gd3BTyXc3JX7tYfq